# Anabazenops
Anabazenops es un género de aves paseriformes perteneciente a la familia Furnariidae que agrupa a dos especies nativas de Sudamérica, donde se distribuyen de forma disjunta, en el noroeste del continente,desde el sureste de Colombia hasta el extremo noroeste de Bolivia, y en el sureste de Brasil. A sus miembros se les conoce por el nombre común de ticoticos, y también trepamusgos, hojarasqueros o rascahojas, entre otros.

## Etimología
El nombre genérico masculino «Anabazenops» es una combinación de los géneros Anabates y Zenops = Xenops.

## Lista de especies
Según las clasificaciones del Congreso Ornitológico Internacional (IOC) y Clements Checklist v.2018, el género agrupa a las siguientes especies con el respectivo nombre popular de acuerdo con la Sociedad Española de Ornitología (SEO):
| Imagen | Nombre científico    | Autor                         | Nombre común        | EC (*) |
| ------ | -------------------- | ----------------------------- | ------------------- | ------ |
|        | Anabazenops dorsalis | (P.L. Sclater & Salvin, 1880) | ticotico carioscuro | LC     |
|        | Anabazenops fuscus   | (Vieillot, 1816)              | ticotico acollarado | LC     |

(*) Estado de conservación

## Taxonomía
El presente género ya estuvo anteriormente incluido en Philydor, y la especie A. dorsalis ya estuvo antes incluida en el género Automolus, pero esto no es consistente con los datos genéticos más recientes.